# Batalla de ideas
La Batalla de Ideas es una expresión que ya utilizó Karl Marx en la década de 1840 en su crítica a la filosofía alemana moderna. Posteriormente ha sido muy utilizada. Antonio Gramsci consideraba que ganar la batalla de las ideas era tan importante como controlar los medios de producción. Por otro lado, ha sido muy usada en el lenguaje político británico. Incluso Margaret Thatcher utilizó la expresión "batalla de las ideas". 
En Cuba, el gobierno utilizó esta expresión durante la lucha convocada en nombre de la Revolución cubana para lograr el regreso del niño Elián González al seno de su padre. Según el gobierno revolucionario y sus partidarios, no es más que una ofensiva política para profundizar la participación de los trabajadores y jóvenes en la Revolución socialista cubana. Un aspecto central de esta campaña es el esfuerzo por ampliar las oportunidades educacionales para el pueblo cubano y aumentar el acceso a la cultura. 

## Programa de construcción y reparación de escuelas
El objetivo del programa de construcción y reparación es crear las aulas requeridas para cumplir con el proyecto de tener sólo veinte alumnos por aula y además con la intención de restaurar las escuelas que estaban en condiciones muy desfavorables. El proyecto fue ejecutado en menos de dos años.

## Canal Educativo
La creación de un canal educativo en la televisión cubana surge por la necesidad de trasmitir programas educativos sin afectar el horario de otros espacios televisivos. Este canal educativo ha posibilitado que se haga un mejor aprovechamiento del horario escolar para trasmitir los programas educativos. 
La programación de la señal incluye Cursos de Universidad para todos, Universidad de la noche (espacio que hace un elevado uso de materiales audiovisuales de diversas materias dedicadas a la historia, las artes, la ciencia y la salud), El Espectador crítico (donde se exhiben largometrajes de gran interés argumentados previamente), Grandes Series (programa que presenta series televisivas de corte histórico), así como otros programas donde se ofrecen conciertos de música, óperas, zarzuelas, ballet y danza.
Con posterioridad a la creación del primer Canal Educativo, se fundó el Canal Educativo 2, iniciado con las transmisiones de la Segunda Olimpiada del Deporte Cubano, con el objetivo de transmitir la cultura cubana en particular y latinoamericana en general.

## Programa de Bibliotecas Familiares
Con las Bibliotecas Familiares el estado dedica a promover el hábito de lectura. La primera colección cuenta con 25 títulos de la literatura universal y cubana, ilustrados muchos de ellos por reconocidos artistas de Cuba.

## Programa Editorial Libertad
El programa Editorial Libertad tiene como propósito dotar a las bibliotecas escolares y centros de documentación en las diferentes unidades docentes de la literatura indispensable para elevar y ampliar su nivel cultural de manera integral, con énfasis en diccionarios, enciclopedias, libros y Atlas.

## Programa extensivo del aprendizaje de la computación
Existen en todo el país 300 instalaciones de los llamados Joven Club de Computación, locales dispuestos con 3.491 computadoras y personal altamente calificado para enseñar a niños, jóvenes y adultos en el uso de las nuevas tecnologías de la informática. 
Se imparten cursos de operador de PC, Windows, sistema operativo, cursos de multimedia, construcción de páginas Web, y todos los cursos de profundización relacionados con este campo.

## Programa Audiovisual
Es el primer programa que surge dentro de la Batalla de Ideas. Está encaminado a los niños, adolescentes y jóvenes de todo el país, a través de la televisión y el vídeo. En todas las escuelas se instalaron estos nuevos medios de enseñanza, incluyendo las 1944 escuelas primarias de zonas rurales que no tienen electricidad, y a las que se llegó con paneles solares. Hoy hay un televisor por cada aula y tres programas de enseñanza para las distintas edades: Mi TV para crecer (enseñanza primaria), Mi TV para aprender (secundaria básica) y Mi TV para saber (preuniversitario). Se creó un tercer canal dedicado exclusivamente a la educación

## Formación Emergente de Maestros Primarios
El gobierno de Cuba tiene como propósito que exista un maestro con quince alumnos en cada grado. En las cinco escuelas de formación emergente de maestros, hay matriculados más de 5500 jóvenes de entre 16 y 17 años de edad, que tienen la misión de formarse como maestros en 10 meses, para trabajar en la escuela primaria de su comunidad y paralelamente continuar superándose en una de las 22 carreras de perfil humanista por las que pueden optar. El objetivo es que Cuba cuente en todas sus escuelas primarias con un maestro que atenderá a entre 10 y 20 alumnos. Estos cursos han sido cuestionados ya que la preparación final de los docentes no ha sido la mejor ni la esperada. 

## Cursos de Superación
Cuba cuenta con un alto grado de asistencia escolar hasta noveno grado. Sin embargo, a partir de ese momento se estaba produciendo una cierta desvinculación de un número de jóvenes al estudio o al trabajo.
El Programa de Cursos de Superación para jóvenes sin empleo, auspiciado por la Unión de Jóvenes Comunistas, tiene la misión de que los jóvenes se superen, eleven su cultura y se reincorporen socialmente, realizando actividades productivas o de servicios. 
Se inició en todo el país para jóvenes de entre 17 y 29 años, quienes reciben asignaturas de computación, idioma inglés, geografía, historia, matemática; en cuatro frecuencias semanales de tres horas cada una.

## Programa de Creación de Escuelas de Instructores de Arte
Existen 15 escuelas en el país, una en cada provincia y en el municipio especial Isla de la Juventud, dónde se forman jóvenes de 15 años como instructores de artes para escuelas primarias, secundarias, preuniversitarios, universidades e instituciones culturales; en un curso de 4 años dónde no sólo se instruyen sino que participan activamente en la vida cultural de sus municipios de residencia. 
Por año matriculan 4000 estudiantes procedentes de los lugares más intrincados y de las ciudades más pobladas. Los jóvenes se preparan integralmente en las especialidades de artes plásticas, música, danza y teatro.
Una vez graduados podrán continuar estudios universitarios en carreras afines a su especialidad. Serán un eslabón imprescindible en la elevación de la cultura general integral del pueblo cubano, cumpliendo con el principio de tener Educación, Cultura y Desarrollo social para ser el país más culto del mundo.

## Programa de Universalización de la enseñanza superior
El objetivo esencial del proceso de Universalización de la Enseñanza Superior es que las universidades se multipliquen y se acerquen más al pueblo, mediante la apertura de sedes en todos los municipios desde Oriente hasta Occidente. 
En un inicio la experiencia se aplicó en 6 municipios y luego en 54. Luego, se extendió a los 169 municipios del país, desde Pinar del Río hasta Guantánamo, con una matrícula de más de 10 000 alumnos en 8 carreras de humanidades y dos de ingeniería. Para llevar a cabo este programa se ha garantizado la base material que comprende unos 77 títulos diferentes y 24 guías de asignaturas y carreras. Además se ha puesto a disposición de los estudiantes 300 video casetes y las más modernas tecnologías
En este renglón se puede agregar la formación en ciencias médicas para estudiantes de países en desarrollo, por medio del Nuevo Programa de Formación de Médicos Latinoamericanos.

## Programas educacionales
Los programas educacionales son parte medular de la Batalla de Ideas. Ya suman 70 los programas educacionales apadrinados no solo por el Ministerio de Educación, sino también por otras entidades y organizaciones de masa y políticas.

## Programa Universidad para Todos
El 2 de octubre de 2000, comenzó a impartirse en todo el país, como parte de la Batalla de Ideas y a través de la televisión, cursos para la superación de todo el pueblo denominado Universidad para todos. 
Surge a partir de la idea de las mesas redondas dedicadas al tema de la devolución del niño Elián González y con el objetivo prioritario de utilizar el horario escolar en transmisiones educativas y para cubrir la carencia de profesores en algunas materias. Además permite apoyar a los maestros con el empleo de medios y recursos audiovisuales. 
La propuesta está vinculada a una nueva manera de enfocar la cultura general integral y de la cual formen parte también los planes para incentivar la lectura, la formación de Instructores de Arte y otros. Ya se han emitido programas de idioma inglés, francés, historia de Cuba, geografía, apreciación de la ciencia, apreciación de las artes, técnicas narrativas, entre otros.

## Programa de Formación de Trabajadores Sociales
Este programa forma parte de la Batalla de Ideas que se lleva a cabo. Existen cuatro escuelas en el país, con una matrícula total de 7200 estudiantes. Son Jóvenes de entre 17 y 22 años, comprometidos con la Revolución para desarrollar tareas sociales en la comunidad donde viven. Se forman en un curso intensivo de 10 meses, con profesores universitarios voluntarios, para luego continuar sus estudios superiores con la modalidad combinada de educación a distancia y cursos por encuentros. Pueden optar entre 22 carreras de perfil humanista. Se encuentran ubicadas en las provincias de Ciudad de La Habana, Villa Clara, Holguín y Santiago de Cuba. La aspiración es graduar no menos de 35.000 trabajadores sociales, un trabajador por cada 300 habitantes aproximadamente, en dependencia de la función que realicen y en todos los municipios del país.